# Вільягаліхо
Вільягаліхо (ісп. Villagalijo) — муніципалітет в Іспанії, у складі автономної спільноти Кастилія-і-Леон, у провінції Бургос. Населення — 74 особи (2010).
Муніципалітет розташований на відстані близько 220 км на північ від Мадрида, 40 км на схід від Бургоса.
На території муніципалітету розташовані такі населені пункти: (дані про населення за 2010 рік)
- Ескерра: 14 осіб
- Санта-Олалья-дель-Вальє: 21 особа
- Вільягаліхо: 39 осіб

## Демографія
Динаміка населення (INE ):